# Ян Гуцко
Ян Гуцко (словац. Ján Hucko, 11 травня 1932 — 20 листопада 2020) — чехословацький футболіст і тренер.

## Біографія
Розпочав грати у футбол в клубі «Долни Кубін» з однойменного рідного міста. Пізніше грав за братиславські команди «Славія», «Слован» та «Динамо».
По завершенні ігрової кар'єри працював тренером. Він закінчив Факультет фізичного виховання і спорту Університету Коменського в Братиславі, а потім вивчав психологію на факультеті мистецтв Карлового університету. Очолював чехословацькі команди «Слован» (Братислава), «Спартак» (Трнава) та «Єднота» (Тренчин). Він привів «Спартак» до перемоги у чемпіонаті Чехословаччини 1968/69 роках, а у наступному сезоні вивів команду до півфіналу Кубка європейських чемпіонів, найпрестижнішого турніру Європи. 
Гуцко також працював у збірній Чехословаччини. Спочатку йому запропонували посаду помічника Йозефа Марко, а потім Йозефа Масопуста. Одним з найяскравіших моментів його тренерської роботи була його участь у чемпіонаті світу 1970 року в Мексиці в статусі помічника Марка. У команді було 19 словаків із 22 гравців, і обидва тренери були зі Словаччини. Втім потрапивши у сильну групу з Бразилією, Англією та Румунією чехословаки не зуміли пройти далі.
Крім того у 1973—1975 роках тренував єгипетський «Замалек», після чого десять років пропрацював у Кувейті.
До самої смерті працював тренером у молодіжному братиславському клубі FKM Karlova Ves, в якому провів п'ятнадцять років і був одним з найстаріших діючих тренерів у світі. Помер 20 листопада 2020 року у віці 88 років.

## Титули і досягнення
- Чемпіон Чехословаччини: 1968/69

## Особисте життя
Його син Іван Гуцко, також був футболістом і грав за «Слован» (Братислава). По завершенні кар'єри став тренером і як і батько тренував зокрема «Спартак» (Трнаву).